# Beneš z Veitmile
Beneš z Veitmile, také z Weitmile nebo Vajtmíle (†  28. srpna 1496) byl český šlechtic z rodu Veitmilarů. Účastnil se vojenských tažení. V druhé polovině 15. století věrně podporoval české panovníky, působil jako diplomat, vyslanec, královský rada a věřitel. V roce 1475 byl povýšen do panského stavu. Zastával vysoké zemské úřady, několik desetiletí byl karlštejnským purkrabím a nejvyšším mincmistrem. Vlastnil Chomutov a v zástavě měl Most.

## Život

Erb pánů z Veitmile

Pocházel z moravské větve rodu, která se však postupně moravských statků zbavila a svou majetkovou základnu si vytvořila v severozápadních Čechách. Jeho otec byl Dobeš z Veitmile, majitel Žerotic na Znojemsku.
Beneš se poprvé připomíná v roce 1447. V království dvojího lidu byl oddaný katolické víře, nepatřil ovšem k radikálním představitelům. Působil jako diplomat a vyslanec, věrně prosazoval vůli Jiřího z Poděbrad a jeho nástupce Vladislava II. Několik desetiletí zastával lukrativní zemské úřady, byl karlštejnským purkrabím (1460–1496) a nejvyšším mincmistrem (1471–1496). Několikrát významně vojensky pomohl císaři Fridrichu III., který se mu odměnil. V roce 1475 ho spolu s bratrem Ludvíkem († asi 1501) a jejich dětmi povýšil do panského stavu na základě neznámého listu císaře Karla IV., kde byl jejich předek titulován tak, jako by byl z panského stavu. Docílili toho podvodem podobně jako Kinští o století později. Téhož roku jim panský stav potvrdil i český král Vladislav II. Českými stavy byli mezi panské rody přijati v roce 1479, na Moravě pak o rok později. Beneš a jeho rodina se psali z Veitmile, zatímco jiné rodové linie se psaly Krabicové z Veitmile. Králi Vladislavovi Beneš půjčoval velké finanční obnosy a spolu se Samuelem z Hrádku byl jedním z největších věřitelů panovníka. Byl členem královské rady a častým přísedícím komorního soudu. Po odchodu krále Vladislava do Uher patřil až do své smrti v roce 1496 ke správcům (místodržícím) Českého království.

## Majetek

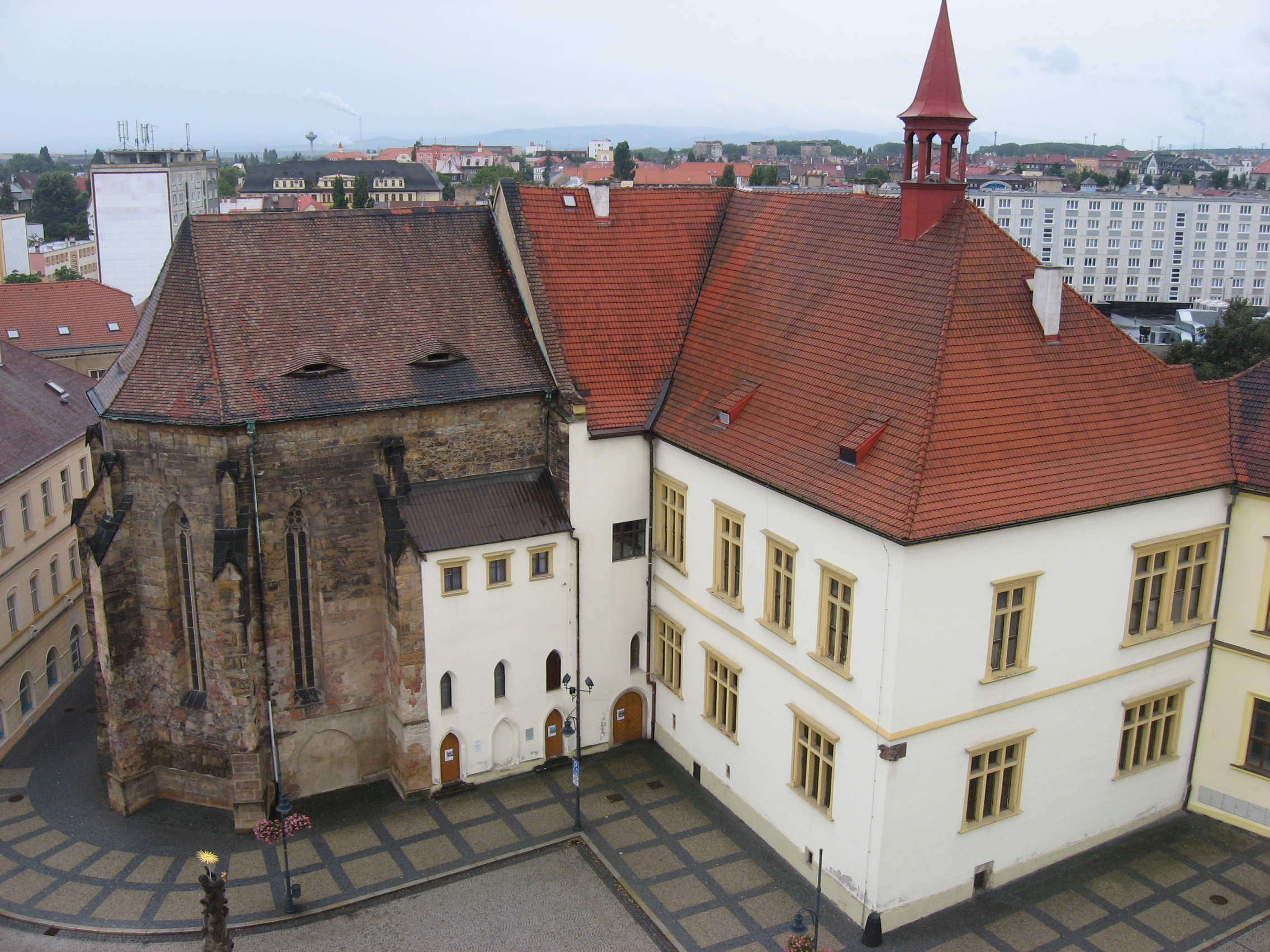
Kostel sv. Kateřiny, kde byla pohřbena Benešova manželka, syn Šebestián a pravděpodobně i sám Beneš, a Chomutovský zámek, tehdejší hlavní rodninné sídlo.

Beneš z Veitmile získal prostřednictvím výhodného sňatku s Bonuší Caltovou z Kamenné Hory, se kterou se oženil brzy po roce 1465, Chomutov. Ten mu byl v roce 1488 připsán do dědičného držení, proto se vrhl do pozdně gotické přestavby chomutovské komendy na zámek. V roce 1480 mu král Vladislav II. zastavil Hněvín (Mostský hrad) s příslušenstvím. Z menších statků vlastnil tvrz Vraný (1479), tvrz Kněžice od 70. let 15. století, zámek Lenešice s bratry od roku 1480 a Postoloprty také s bratry od roku 1480.
Beneš i jeho synové byli dobrými hospodáři. Na svých panstvích zakládali vinice, chmelnice, rybníky a meliorovali půdu. Po smrti Beneše patřili páni Veitmilaři mezi nejbohatší šlechtice v zemi. V roce 1505 byli na 11. místě.

## Rodina
Manželka Bonuše (Benigna, Bohuna) Caltová z Kamenné Hory († 20. ledna 1511), dcera nejvyššího mincmistra Jana Calty z Kamenné Hory († 1465), pocházela z rytířské rodiny. Zemřela 15 let po svém manželovi a byla pohřbena v kostele svaté Kateřiny u chomutovského zámku. Její náhrobní deska byla ve 20. letech 20. století přenesena do lapidária chomutovského muzea. Na desce ve tvaru šestiúhelníka je částečně vpravo poničený (*) nápis:
° NOCH ° CRISTI ° GE ° PURT ° J5°JJ ° 

° AM ° TAG ° SEBASTIANI ° VND ° FIST ° 

° VOR ° SCHIDEN ° DIE ° WOLGEBORNE ° F°F ° 

° BONISCNE ° VOM ° SCHTAIMPERG ° EIN ° ELICH 

GEMAL ° D ° WOLGEBORNEN ° H°H BEENISCH* 

VON ° DER ° WEITMUL ° NOCH ° WELICHER ° FRAWEN* 

HERSCHAFT ° KUMETHAW ° AN ° DIE ° HEREN ° VON ° DE* 

W°MUL ° ERERBT ° VND ° KUMEN ° IST ° DER ° SEL ° GOT ° GE ° NOT

Narodilo se jim šest nebo sedm dětí. Ze synů to byl Jan, Michal, Kryštof a Šebestián († 1549), který byl radou české komory, hejtmanem německých lén a nejvyšším mincmistrem, a z dcer Markéta, provdaná za Václava Novohradského z Kolovrat, Bohuše, provdaná za Zikmunda Hasištejnského z Lobkovic († 1546), a možná Ludmila.